# Zátoň (Větřní)
Zátoň (dříve Otov, německy Ottau) je část města Větřní na katastrálním území Všeměry-Zátoň. Nachází se na řece Vltavě u ústí Práčovského potoka, zhruba 6,5 km jihovýchodně od Větřní.

## Historie

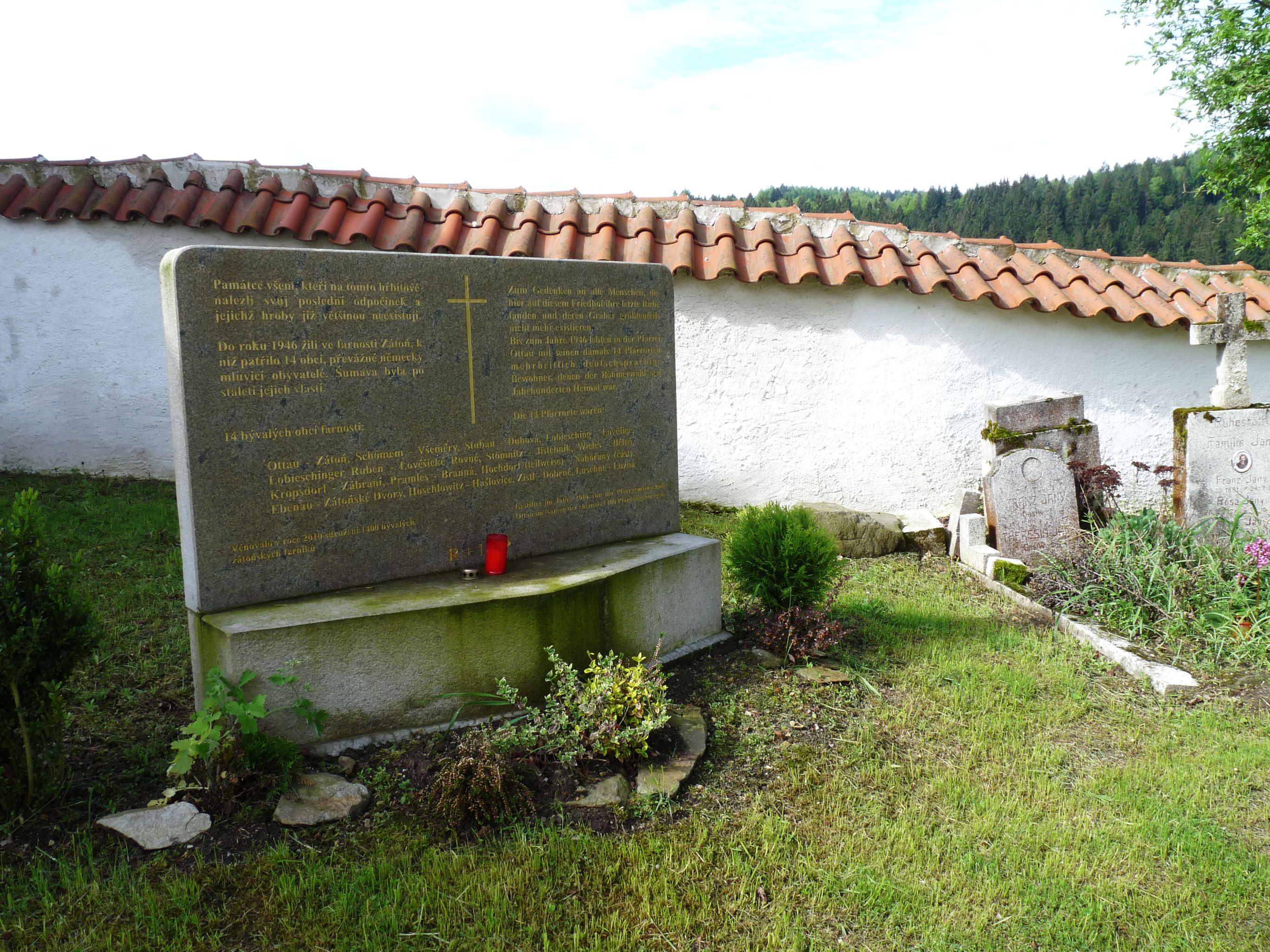
Památník bývalým německým farníkům z okolních vesnic

Dnešní Zátoň vznikla na Linecké stezce při vltavském brodu, k jehož ochraně bylo v 10. století vybudováno hradiště na vrchu Zámecký les. Zdejší zalesněné území daroval kníže Břetislav I. benediktinům z kláštera sv. Jana Křtitele na Ostrově. Za vznik osady se považuje rozmezí let 1037–1055, kdy zde stávala románská kaple svatého Jana Křtitele (na jejích zbytcích stojí základy sakristie dnešního kostela sv. Jana Křtitele). Jedná se tak o jednu z nejstarších vesnic na Českokrumlovsku. Benediktini střežili brod a spravovali kapli, před rokem 1310 zde postavili malý klášter s proboštstvím a větším gotickým kostelem. V 15. století získal Zátoň Oldřich II. z Rožmberka. V roce 1450 zde byla zřízena farnost. Klášter byl zrušen roku 1491 a zůstala zachována jen fara. Kostel byl do současné podoby přestavěn roku 1510. V roce 1523 se v závěti Petra IV. z Rožmberka uvádí rychtářství zátoňské.
V roce 1910 zde bylo 8 domů a 48 obyvatel (všichni německé národnosti).
V roce 1869 je vesnice uváděna pod názvem Otov, v letech 1880–1890 pod názvem Záton, v letech 1900–1910 s duplicitnim názvem Otov též Zátoň, od roku 1921 již jen pod názvem Zátoň.
Minimálně v letech 1869–1930 je vesnice uváděna jako osada obce Lověšice, v roce 1950 jako část obce Sveraz, od roku 1961 jako část obce Větřní, v roce 2017 povýšeného na město.

## Pamětihodnosti
- Kostel svatého Jana Křtitele se hřbitovem a výklenková kaple[5]
- Škola[6]
- Fara[7]
- hradiště Zámecký les

## Rodáci
- Niels Birbaumer, význačný psycholog a neurofyziolog

## Turistický ruch
Zátoň leží na vodácky velmi frekventovaném úseku Vltavy mezi Vyšším Brodem a Boršovem nad Vltavou. V roce 2007 byl 1 km od vesnice otevřen vodácký kemp Vltava. Přímo v Zátoni se nachází Sporthotel Zátoň a Hotel Fara (od roku 2008 uzavřený).